# 筑波大学医療技術短期大学部
筑波大学医療技術短期大学部（つくばだいがくいりょうぎじゅつたんきだいがくぶ、英語: College of Medical Technology and Nursing, University of Tsukuba）は、茨城県つくば市天王台1-1-1に本部を置いていた日本の国立大学である。1979年に設置され、2006年に廃止された。

## 概要

### 大学全体
- 茨城県つくば市に所在した日本の国立短期大学で、併設元は筑波大学医学学群。
- 学科数1、入学定員80名体制で1979年に開学。
- 1980年より2学科体制、修業年限は3年制をとっていた。
- 2002年度の入学生を最後に[注釈 1]、2006年に短期大学としての使命を終える[3]。
- 国立短期大学部が廃止となっていても、その4年制大学を設置している法人は引き続き存続しており短期大学部が廃止された後、短期大学部の設置主体に移管される。

### 建学の精神（校訓・理念・学是）
- 筑波大学を参照。

### 教育および研究
- 筑波大学医療技術短期大学部は看護と臨床検査技師の養成を執り行っていた。臨床実習は主に筑波大学附属病院にて行われていた。

### 学風および特色
- 筑波大学に付設されるという形式をとって設立されたため、筑波大学に「学群・学類制」を設置することを定めた国立学校設置法第2章の2が適用されず、「学科制」を採用していた。

## 沿革
- 1976年
  - 1月 この頃より、筑波大学医療技術短期大学部の設置草案がでる[4]。
- 1978年
  - 10月1日 左記を以て文部省[注 1]より短期大学の設置が認可される[5]。
- 1979年
  - 4月1日 筑波大学医療技術短期大学部が以下の学科体制にて開学する[6]。
    - 看護学科 入学定員80名

  - 5月1日 学生数[7]/定員
    - 看護学科 女85
- 1980年
  - 4月1日 衛生技術学科[注 2]を増設[8]。
  - 5月1日 学生数[9]/定員
    - 看護学科 169/160
    - 衛生技術学科 40[注 3]/40
- 1999年
  - 5月1日 学生数[10]/定員
    - 看護学科 243[注 4]/240
    - 衛生技術学科 120[注 5]/40
- 2002年
  - 4月1日 本年度をもって学生募集を終了[注釈 1]。
- 2006年
  - 3月31日 左記を以て正式に廃止[3]。

## 基礎データ

### 所在地
- 茨城県つくば市天王台1-1-1

### 象徴
- 筑波大学を参照。

## 教育および研究

### 組織

#### 学科[注 6]
- 看護学科 入学定員80名
- 衛生技術学科 入学定員40名

#### 専攻科
- なし

#### 別科
- なし

#### 取得資格について[12]
受験資格
- 看護師：看護学科
- 臨床検査技師：衛生技術学科

#### 研究
- 『筑波大学医療技術短期大学部研究報告』[1]ほか。

## 学生生活

### 部活動・クラブ活動・サークル活動
- 筑波大学医療技術短期大学部で活動していたクラブ活動は、概ね大半が筑波大学との混合となっていた。筑波大学も参照のこと。

### 学園祭
- 筑波大学医療技術短期大学部の学園祭は「ゆりのき祭」と呼ばれ、筑波大学と合同で行われていた。筑波大学も参照のこと[12]。

## 大学関係者と組織

### 大学関係者一覧
歴代学長
- 福田信之
- 江崎玲於奈
- 北原保雄

元教員
- 田村やよひ

## 施設

### キャンパス
- 筑波大学筑波キャンパス内に短大校舎が設置されていた。

### 寮
- 筑波大学学生宿舎を利用することとなっていた。

### 系列校
- 筑波大学

## 卒業後の進路について

### 就職について
- 看護学科：概ね全員が看護職に就いている。就職先として筑波大学附属病院・虎ノ門病院・信州大学医学部附属病院・東京女子医科大学病院・日本医科大学付属病院・順天堂大学医学部附属順天堂医院・東京大学医学部附属病院・東京医科大学病院・東邦大学医学部附属大森病院・近畿大学医学部附属病院・聖マリアンナ医科大学病院など医科大学及び大学医学部付属病院が多い傾向に」あった。
- 衛生技術学科：概ね全員が臨床検査技師として勤務している。千葉大学医学部附属病院・聖路加国際病院・津田沼病院・土浦協同病院・国立がん研究センター病院などの大手病院のみならず、第一製薬や三共などの企業においても活躍している[12]。

### 編入学･進学実績
- 看護学科：群馬大学・新潟大学養護教諭特別別科・山梨医科大学・東京医科歯科大学・金沢大学・東京女子医科大学・埼玉県立大学短期大学部、自治医科大学看護短期大学、東邦大学医療短期大学、東京女子医科大学看護短期大学、神奈川県立衛生短期大学の各専攻科ほか
- 衛生技術学科：筑波大学第二学群生物資源学類・お茶の水女子大学ほか[12]。